# 大黑島 (室蘭市)

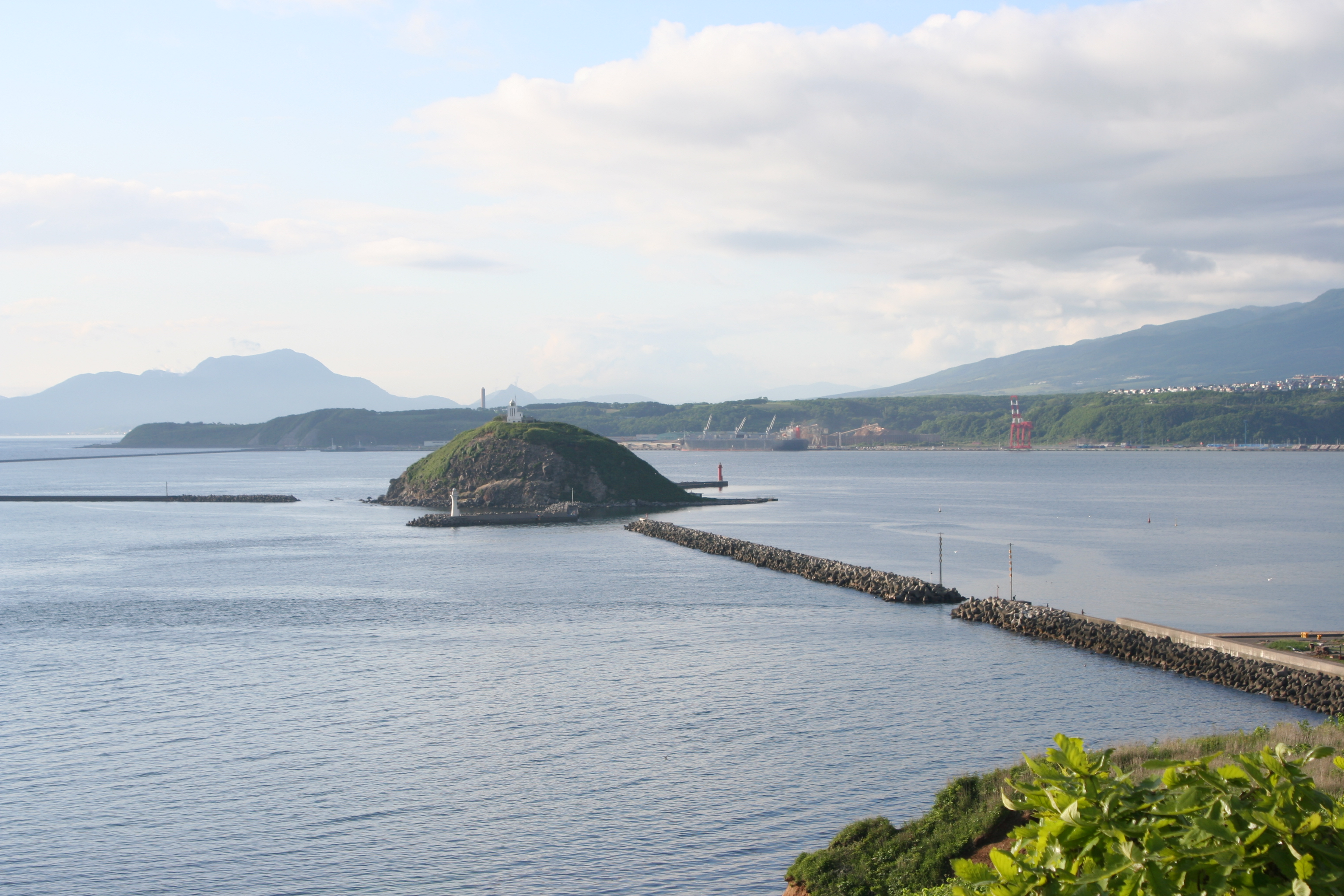
室蘭市大黑島

大黑島（日语：／ Daikoku jima */?）是日本北海道中部繪鞆半島旁的島嶼，行政上隸屬室蘭市管轄。面積0.024平方公里，周長700公尺，島上最高點海拔35公尺。
1838年負責管理此地區的岡田半兵衛為了祈求安全，在島上祭祀大黑天，後來也因此將此島命名為「大黑島」。
又因為來自英國的船隻天佑號（Providence）上的水手漢斯·歐魯遜在發生意外後被葬於此島，因此水手們常將此島稱為「歐魯遜島」。